# La Chapelle-en-Juger
La Chapelle-en-Juger foi uma comuna francesa na região administrativa da Normandia, no departamento Mancha. Estendia-se por uma área de 15,18 km². Em 2010 a comuna tinha 655 habitantes (densidade: 43,1 hab./km²).
Em 1 de janeiro de 2016, passou a formar parte da nova comuna de Thèreval.